# 1934 في نيوزيلندا
فيما يلي قوائم الأحداث التي وقعت خلال عام 1934 في نيوزيلندا.

## رياضة
- 1 يناير – كأس نيوزيلندا 1934 الفائز Auckland Thistle [الإنجليزية]‏.

## مواليد

### يناير
- 1 يناير – باميلا ألين
- 1 يناير – جيمي هنتر لاعب كرة قدم نيوزيلندي.
- 26 يناير – ريكس بيرسي لاعب دوري رغبي نيوزيلندي.

### فبراير
- 6 فبراير – باري ماجي منافِس أوليمبي نيوزيلندي.
- 10 فبراير – فلور أدكوك شاعرة نيوزيلندية.

### أبريل
- 9 أبريل – بيل بيرش سياسي نيوزيلندي.
- 30 أبريل – توم كوغلان لاعب رغبي نيوزيلندي.

### مايو
- 8 مايو – غوردون أوغيلفي
- 16 مايو – روي كير
- 30 مايو – ميل كوكي لاعب دوري رغبي نيوزيلندي.

### يونيو
- 19 يونيو – آرثر كاندي درّاج طريق نيوزيلندي.

### يوليو
- 11 يوليو – جون دا سيلفا
- 15 يوليو – نويل هوبسون

### أغسطس
- 1 أغسطس – جون بيك لاعب كركيت نيوزيلندي.
- 29 أغسطس – جون قاي لاعب كركيت نيوزيلندي.

### سبتمبر
- 2 سبتمبر – ليزلي باتلر لاعب كركيت نيوزيلندي.
- 8 سبتمبر – روس براون لاعب اتحاد رغبي نيوزيلندي.
- 9 سبتمبر – روي وليامز منافِس أوليمبي نيوزيلندي.
- 10 سبتمبر – جون إبرامز
- 10 سبتمبر – ديه ويب لاعب اتحاد رغبي نيوزيلندي.
- 14 سبتمبر – باول ليتل لاعب رغبي نيوزيلندي.
- 25 سبتمبر – ألان بوتس منافِس أوليمبي نيوزيلندي.
- 29 سبتمبر – بوب باركر مُجدّف نيوزيلندي.

### أكتوبر
- 18 أكتوبر – آلان ويلسون

### نوفمبر
- 1 نوفمبر – ليه ميلس منافِس أوليمبي نيوزيلندي.
- 13 نوفمبر – بيتر آرنت
- 22 نوفمبر – برايان ديفيس قس نيوزيلندي.

### ديسمبر
- 1 ديسمبر – بيتر وليامز محامي نيوزيلندي.
- 6 ديسمبر – جوني هانكس ملاكم نيوزيلندي.
- 30 ديسمبر – باري بريغز متسابق دراجات نارية نيوزيلندي.

## وفيات

### يناير
- 1 يناير – فاني أوسبورن (مواليد 1852) رسامة نيوزيلندية.
- 7 يناير – ألفرد ويست (مواليد 1893) لاعب رغبي نيوزيلندي.

### سبتمبر
- 2 سبتمبر – جيمس ألان (مواليد 1860) لاعب اتحاد رغبي نيوزيلندي.

### نوفمبر
- 8 نوفمبر – آرثر إيستوود (مواليد 1905) مُجدّف نيوزيلندي.

### ديسمبر
- 8 ديسمبر – روبرت براون (مواليد 1850) لاعب كريكت نيوزلندي.